# Oncaea similis
Oncaea similis är en kräftdjursart som beskrevs av Georg Ossian Sars 1918. Oncaea similis ingår i släktet Oncaea och familjen Oncaeidae. Inga underarter finns listade i Catalogue of Life.